# 20 juillet 1916
Le jeudi 20 juillet 1916 est le 202e jour de l'année 1916.

## Naissances
- Hans von Blixen-Finecke (mort le 16 février 2005), cavalier suédois de concours complet
- Jean-Marie Rückebusch mort le 13 juillet 1984), peintre français
- Yves Cachin (mort le 17 mars 2010), médecin français

## Décès
- Oka Ichinosuke (né le 28 mars 1860), militaire japonais
- Reinhard Sorge (né le 29 janvier 1892), écrivain allemand

## Événements
- Fin de bataille de Fromelles